# Рибчине (заказник)
Ри́бчине — ентомологічний заказник місцевого значення в Україні. Об'єкт природно-заповідного фонду Харківської області. 
Розташований на території Балаклійського району Харківської області, біля села Чепіль. 
Площа — 9,4 га. Статус присвоєно згідно з рішенням облвиконкому від 03.12.1984 року № 562. Перебуває у віданні: Чепільська сільська рада. 
Виявлено 15 видів комах, занесених у Європейський Червоний список і Червону книгу України, серед яких запилювачі сільськогосподарських культур: мелітурга булавовуса, рофітоїдес сірий, джмелі: вірменський, глинистий, моховий. 
Заказник розташований на схилах балки, де зростає байрачна ясенево-кленово-липова діброва з фрагментами степового різнотрав'я.